# Валенсійський метрополітен
Метрополітен Валенсії (ісп. Metrovalencia) — комбінована система метро та трамваю в місті Валенсія, Іспанія та його околицях.
Метрополітен був відкритий третім після Мадридського та Барселонського, є другим за довжиною після Мадридського та четвертим за пасажирообігом після метрополітенів Мадрида, Барселони та Більбао.

## Історія
Мережа метро у Валенсії є спадкоємницею старої мережі приміських залізниць відомої як Trenet de Valencia, що зв'язувала столицю із прилеглими містами. Ця мережа здебільшого була побудована в кінці XIX століття. Спочатку оператором лінії був Sociedad Valenciana de Tranvías, пізніше Compañía de Tranvías y Ferrocarriles de Valencia і, нарешті, Ferrocarriles Españoles de Vía Estrecha.
Модернізація старої мережі, що пройшла в 1980-х роках, призвела до розширення і перетворення в сучасний рейковий транспорт, що включає в себе три лінії метро і дві лінії трамвая. Південний і північний ділянки першої лінії метрополітену спочатку були лініями приміської електрички, в 1988 вони були з'єднані тунелем, який пройшов під центром міста. З цього моменту почалося спорудження нових ліній метрополітену і трамвая (повністю наземні лінії 4 і 6).

### Інциденти
В період з 2002 до 2012 років в метрополітені Валенсії трапилось 83 нещасні випадки, які забрали життя 56 людей.
9 вересня 2005 два потяги зіштовшнулися на першій лінії. Ніхто не загинув, але приблизно 35 людей були поранені, 4 були госпіталізовані з важкими травмами. Один потяг стояв і чекав зеленого світла на світлофорі. Машиніст другого запізно побачив потяг попереду і застосував екстрене гальмування, але в другий потяг ззаду врізався третій потяг.
3 липня 2006 два вагони потяга зійшли з рейок. 43 людини загинуло та 52 були поранені. Це найгірша транспортна катастрофа в Іспанії.

## Лінії
| Лінія | Маршрут                                       | Рік відкриття | Тип                      | Довжина   | Станції | Пасажирів в 2014 |
| ----- | --------------------------------------------- | ------------- | ------------------------ | --------- | ------- | ---------------- |
|       | Бетера — Вільянуева-де-Кастельон              | 1988          | Підземний + Регіональний | 72.145 км | 40      | 17 690 417       |
|       | Льїрія — Торрент-Авінгуда                     | 1988          | Підземний + Регіональний | 39.445 км | 33      |                  |
|       | Рафельбуніоль — Аеропорт                      | 1995          | Підземний + Регіональний | 24.691 км | 26      | 19 329 165       |
|       | Мас-дель-Росарі/Ль. Льярга/Фіра – Др. Льюч    | 1994          | Трамвай                  | 16.999 км | 33      | 4 920 404        |
|       | Маритім-Серрерія — Аеропорт                   | 2003          | Підземний                | 13.293 км | 18      | 14 648 527       |
|       | Тоссаль-дель-Рей — Маритім-Серрерія           | 2007          | Трамвай                  | 3.571 км  | 21      | 2 522 669        |
|       | Маритім-Серрерія — Торрент-Авінгуда           | 2015          | Підземний                | 15.497 км | 16      |                  |
|       | Марина-Реаль-Хуан Карлос І — Маритім-Серрерія | 2015          | Трамвай                  | 1.230 км  | 4       |                  |
|       | Альборая-Періс-Араго — Ріба-роха-де-Турія     | 2015          | Підземний + Регіональний | 24.859 км | 22      |                  |
|       | Алакант – Нацарет                             | 2022          | Підземний + Трамвай      | 5.3 км    | 8       |                  |